# František Cecko-Kubernát
František Cecko-Kubernát (5. listopadu 1921, Ružomberok (Biely Potok) – 28. října 2011, Brno) byl slovenský spisovatel historických románů především pro děti a mládež.

## Život
Vyrůstal u prarodičů v Ležiachově jako sirotek. Roku 1943 maturoval na gymnáziu v Martině, kde si rovněž osvojil základy kresby u ilustrátora Jaroslava Vodrážky a malíře Františka Kudláče. Od roku 1943 byl vojákem a důstojníkem ve slovenské armádě a od dubna toku 1945 v 1. československé divizi v Itálii zformované z jednotek armády Slovenského štátu.
V letech 1946–1948 byl úředníkem na Povereníctve zdravotníctva v Bratislave pak do roku 1981 ekonomickým správcem Odborného léčebného ústavu v Popradě-Květnici. Roku 1981 odešel do důchodu a usadil se v Brně. Neprofesionálně se věnoval malbě a dřevěné plastice. Zájem o archeologii a dějiny se projevil v jeho literárních dílech – ve dvou historicko-dobrodružných románech pro děti a mládež Medenou stopou (1978) a Rysie kože (1981) a v historickém románu pro dospělé Pribina (1996).

## Dílo
- Medenou stopou (1978), historicko-dobrodružný román pro děti a mládež o dospívajícím chlapci z rodu Havranů, žijícím kolem roku 5000 př. n. l., tj. na přelomu doby kamenné a měděné.
- Rysie kože (1981), historicko-dobrodružný román pro děti a mládež odehrávající se pod Tatrami v době bronzové a zobrazující boj kmene Havranů s loupeživým kmenem Rysích kůží o naleziště mědi.
- Pribina (1996), historický román o nitranském knížeti Pribinovi, prvním historicky známým knížetem přímých předků dnešních Slováků.

## Česká vydání
- Rysí kůže, Albatros, Praha 1987, přeložil Emil Charous.